# Ludwig Walther
Heinrich Christoph Ludwig Walther (* 14. März 1804 in Jugenheim; † 3. Januar 1881 in Rimbach) war ein hessischer Richter und Politiker und Abgeordneter der 2. Kammer der Landstände des Großherzogtums Hessen.

## Leben
Ludwig Walther war der Sohn des großherzoglich hessischen Hauptmanns Christian Friedrich Walther (1743–1819) und dessen Ehefrau Eva, geborene Schüßler (1765–1843). Walther, der evangelischen Glaubens war, heiratete in erster Ehe Katharina geborene Weber (1810–1848) und in zweiter Ehe deren Schwester Elisabeth geborene Weber (1816–1871).
Walther studierte Rechtswissenschaften in Gießen und Heidelberg und wurde 1835 Assessor in Fürth im Odenwald. 1836 war er in gleicher Funktion in Zwingenberg und 1839 in Fürth eingesetzt. In Landgericht Fürth wurde er 1850 Landrichter. 1879 erhielt er den Titel eines Geheimen Justizrates und wurde pensioniert.
Von 1856 bis 1862 gehörte er der Zweiten Kammer der Landstände an. Er wurde für den Wahlbezirk Starkenburg 10/Wald-Michelbach gewählt. Nach der Märzrevolution war er bereits 1849 bis 1850 gewähltes Mitglied der ersten Kammer gewesen.